# Reacție Cannizzaro
Reacția Cannizzaro (pronunție în română [canit͡saro]) este o reacție organică ce presupune disproporționarea catalizată de baze a unei aldehide. Reacția a fost denumită după descoperitorul ei, Stanislao Cannizzaro.
Disproporționarea presupune atât o reacție de oxidare, cât și una de reducere a reactantului. Produsul reacției de oxidare este o sare a unui acid carboxilic (datorită mediului bazic), iar al reacției de reducere este un alcool:

## Condiții
Cannizzaro a realizat pentru prima dată această reacție în anul 1853, când a obținut alcool benzilic și benzoat de potasiu în urma reacției dintre benzaldehidă și carbonat de potasiu (potasă). În prezent, reacția se face cu hidroxid de sodiu sau hidroxid de potasiu pentru obținerea unui mediu puternic alcalin:
2 C6H5CHO  +  KOH   →   C6H5CH2OH  +  C6H5COOK

## Mecanism
Mecanismul este de substituție nucleofilă a grupei carbonil.